# Monte Pelone Meridionale
Il Monte Pelone Meridionale è un rilievo dell'Appennino abruzzese, appartenente alla catena dei Monti della Laga tra il Lazio e l'Abruzzo, tra la provincia di Teramo e la provincia di Rieti, tra il comune di Amatrice e quello di Cortino.
Si trova sulla linea di cresta tra Pizzo di Moscio e il Monte Gorzano, tra quest'ultimo e il Pelone ci sono la Sella del Gorzano e Monte Spaccato (m. 2.283).